# Civilization: Call to Power
Civilization: Call to Power (tạm dịch: Nền văn minh - Tiếng gọi của quyền lực) là tựa game chiến lược theo lượt do hãng Activision phát triển và phát hành vào năm 1999, với tư cách là người kế thừa trò chơi máy tính Civilization cực kỳ thành công của Sid Meier. Loki Software đã chuyển thể tựa game này sang hệ điều hành Linux. Một phần tiếp theo mang tên Call to Power II đã được phát hành 18 tháng kể từ sau bản gốc. Lý do phần tiếp theo không có hàng chữ Civilization trong tiêu đề game là bởi vì Activision đã không cấp phép tên gọi Civilization cho phiên bản thứ hai của dòng game này.

## Tổng quan lối chơi
Mục tiêu của Call to Power là giúp quốc gia của người chơi trở nên hùng mạnh nhất. Để làm điều này, người chơi thám hiêm thế giới, xây dựng các thành phố trong quốc gia và tiếp xúc với các nước láng giềng. khi xây dựng thành phố đầu tiên mà cũng là thủ đô sau này thì người chơi cần chọn địa thế gần ông, biển hay vùng đất đai màu mỡ, giau khoáng sản. Chỉ có các đơn vị Settler (dân định cư) mới có thể xây dựng thành phố mới. Với phiên bản mới này, khu vực khai thác xung quanh thành phố hiển thị rất rõ, nó giúp người chơi khả năng sắp đặt các thành phố kề cận nhau tương đối dễ dàng. Việc làm đường giao thông, khai thác mỏ, tài nguyên khoáng sản (kim cương, hồng ngọc, đường, cà phê, thuốc lá, ngọc trai, cá sấu,...) hay đánh cá trên biển đều được thực hiện nhờ lao động chung của xã hội, chứ không chỉ Settler mới làm được. Ngoài ra trong Call to Power có rất nhiều loại quân và các đơn vị đặc biệt từ thời cổ đại, cận đại rồi đến hiện đại và tương lai. Khi sử dụng quân trong chiến tranh người chơi cần hiểu rõ khả năng và tác dụng của từng loại về mặt phòng thủ (Defense), tấn công (Assault), tấn công từ xa (Ranged Strength), tầm nhìn (Vsision) và di chuyển (Movement Points). Việc tái lập các đơn vị quân tùy thuộc vào tri thức khoa học và khả năng tài chính của quốc gia. Khái niệm đơn vị quân (Unit) bao gồm các loại đơn vị quân sự, vũ khí và các đơn vị đặc biệt như luật sư, giáo sĩ, gián điệp, khi quốc gia của người chơi tích lũy được nhiều tri thức khoa học thì mới có khả năng làm ra những đơn vị mới.
Sự phát triển quốc gia còn tùy thuộc vào các công trình xây dựng trong từng thành phố, từ kho dự trữ lương thực lúc sơ khởi đến chợ búa, trường học, cầu cống, nhà máy, phòng thí nghiệm, kỳ quan sáng tạo,... Trong chiến lược xây dựng và phát triển đó, người chơi cần nhớ rằng nghiên cứu khoa học là chìa khóa để đạt được những thành tựu cho một quốc gia tiến bộ hơn. Nhưng khả năng lãnh đạo của người chơi còn quan trọng hơn nữa vì phải biết tìm kiếm và sử dụng các nguồn lực và tài nguyên ra sao. Quyền lực trong tay nhưng người chơi phải lãnh đạo dân chúng thế nào để họ được sống hạnh phúc mà vẫn duy trì được năng suất lao động hiệu quả. Người chơi phải đặc biệt chú ý tới thể chế chính trị vì một thể chế chính trị tiến bộ, dân chủ và không kìm hãm các nguồn lực của xã hội sẽ giúp quốc gia phát triển mạnh hơn. Việc khai thác và kiểm soát các nguồn tài nguyên như lương thực, sản xuất và tiền bạc rất thuận tiện cho người chơi. Chỉ cần nhấn phím phải chuột vào mỗi hành phố để mở một cửa sổ nhỏ trong đó chứa biểu tượng tượng trưng cho trồng trọt (food), sản xuất (production), và tạo tiền bạc (gold). Còn để điều chỉnh số ngày lao động (workday), số thực phẩm cung cấp (rations), và tiền lương (wages), người chơi kéo các con trượt trong Civ tab. Nếu dân chúng làm việc quá sức, thiếu ăn hay được trả lương quá thấp thì họ rất dễ bất mãn và có thể nổi loạn hay bạo động. Điều này làm chậm tiến trình phát triển của quốc gia, do vậy mà người chơi cần theo dõi kỹ các thanh hiển thị tình trạng hạnh phúc (Happiness status bar) và bạo loạn (Riot and Revolt boxes).
Những nghiên cứu khoa học đòi hỏi phải được tài trợ, do đó người chơi phải tùy lúc mà điều chỉnh các khoản tài trợ này bằng cách tăng giảm Science tax rate. Tương tự, người chơi cần điểu chỉnh mức lao động công ích (Public Work) một cách hợp lý để làm đường sá, trang trại trong khi vẫn phải duy trì sản xuất tại mỗi thành phố. Bên cạnh những quan hệ trong một quốc gia, người chơi còn phải quan tâm tới việc đối ngoại với các nước láng giềng. Những quan hệ này lắm khi là thù nghịch dẫn tới chiến tranh. Thượng sách là người chơi phải giữ được hòa bình, ổn định để phát triển. Hãy gửi sứ giả đến tiếp xúc và thương thảo với các nước khác. Nếu phải tiến hành chiến tranh thì người chơi cần lưu ý đến đặc điểm của các loại quân phòng thủ, quân tấn công, các đơn vị đặc biệt,... Phiên bản mới này cho phép tạo thành từng đội quân gồm 9 đơn vị cùng loại hay khác loại, nhờ đó tăng cường thêm sức mạnh trong chiến đấu.
Thương mại là lĩnh vực rất quan trọng để làm giàu cho quốc gia của người chơi. Mỗi thành phố cần độc quyền (monopoly) một số loại hàng hóa nào đó, và trao đổi hay mua bán với các thành phố, quốc gia khác. Ở game này, người chơi thấy rõ các tuyến đường thương mại nối giữa các thành phố, và điểm mới là đối phương có thể đánh cướp (pirate) hay chặn bắt hàng hóa trên các con đường này. Hãy quản lý tốt tại mỗi thành phố để gia tăng các nguồn tài nguyên, nghiên cứu khoa học, thương mại và các lĩnh vực giải trí cho dân chúng đồng thời giảm bớt ô nhiễm đô thị và tội phạm. Để dễ quản lý tầm vi mô (micromanage), game cho phép người chơi điều chỉnh tăng giảm số người hoạt động trong các lĩnh vực này, va cách xây dựng các công trình, quân đội,... tuần tự một cách tự động (Build Queue).

## Cải tiến và bổ sung

### Niên đại và kỷ nguyên
Một trong những khác biệt đáng chú ý nhất từ bản Civilization trước đây là niên đại của game không kết thúc trong thế kỷ 21 mà thay vào đó đi đến tận năm 3000. Có năm thời đại trong trò chơi này: Ancient Age (Cổ đại), Renaissance (Phục hưng), Modern Age (Hiện đại), Genetic Age (Di truyền) và Diamond Age (Kim cương). Call to Power còn bổ sung thêm quá trình thuộc địa hóa vũ trụ cũng như thuộc địa hóa đại dương, với những tiến bộ công nghệ thích hợp (có sẵn trong thời kỳ Di truyền).

### Đặc điểm địa hình
Tương tự như bản Civilization II, góc nhìn mà Call to Power sử dụng được thể hiện dưới dạng 2D, dù mỗi một ô vuông thực sự là hai ô riêng biệt: bề mặt vũ trụ nằm trên đầu vùng "trên mặt đất" (như vậy, trò chơi này có góc tọa độ đại diện cho vị trí nào đó). Người chơi có thể chuyển đổi giữa "góc nhìn Trái đất" và "góc nhìn không gian". Mọi đơn vị lục quân và hải quân chỉ hoạt động ở trên mặt đất, dù hầu hết các đơn vị lục quân có thể nhờ bệ phóng đặt trên đường ray ở các thành phố hoặc thông qua một phi thuyền phóng lên không gian bên trong một cái buồng chở hàng.
Phi thuyền chiến đấu và máy bay không gian có thể tự do đi lại trong vũ trụ và trên không trung. Trong khi các chiến binh SWARM có thể tồn tại trong không gian cũng như trái đất thì nó lại không thể tự phóng mình bay vào vũ trụ. goài ra còn có một số đơn vị tồn tại trong không gian riêng (tức là không thể trở về bầu khí quyển Trái Đất) như Star Cruiser, Phantom và Space Bomber. Sản vật không gian không có tài nguyên vì nó là một khoảng trống rộng lớn. Tuy nhiên, một khi thuộc địa không gian được dựng lên thì người chơi có thể xây dựng buồng chứa thực phẩm và bãi lắp ráp để sản xuất nguồn tài nguyên dành cho thuộc địa của mình.
"Những ô vuông mặt nước" cũng được chia thành nhiều loại. Sau khi đã có được tàu ngầm thì người chơi có thể thấy rõ loại ô vuông ẩn mình trong các đại dương (ví dụ như thềm lục địa, rãnh biển sâu, rạn nứt, v.v...). Một khi người chơi khai phá được công nghệ cho các thuộc địa biển, các đường hầm ngầm dưới biển có thể được xây dựng để liên kết đến các thuộc địa biển khác biển và đất liền với nhau. Thủy sản và các mỏ dưới đáy biển cũng có thể được xây dựng để sản xuất các nguồn tài nguyên cần thiết.

### Hiện tượng ô nhiễm
Quá trình ô nhiễm trong Call to Power xuất hiện với số lượng đáng kể nhờ vào tiến bộ của cuộc Cách mạng Công nghiệp. Các thành phố có thể nảy sinh ô nhiễm nghiêm trọng và hiện tượng này sẽ biến những ô vuông tự nhiên thành "vùng đất chết" trong vòng bán kính mỗi thành phố. Những ô vuông đất đai bị ô nhiễm này chẳng có nguồn tài nguyên nào cả. Nếu người chơi không kiểm soát nổi mức độ ô nhiễm lây lan thì game sẽ đưa ra lời cảnh báo rằng thảm họa toàn cầu sắp xảy ra. Thiên tai trong game bao gồm sự biến đổi khí hậu, suy giảm tầng ôzôn và sự nóng lên toàn cầu. Trong trường hợp sự nóng lên toàn cầu thì game sẽ thông báo cho người chơi rằng "băng đã tan chảy" và mực nước biển dâng cao. Những ô vuông bị thiên tai tác động thường biến thành vùng bờ biển hay vũng nước lớn, và các thành phố nằm trên vị trí nước nông hay bờ biển đều chịu kết cuộc bị phá hủy hoàn toàn.
Việc phá hủy tầng ôzôn khiến một số lượng lớn ô vuông đất biến thành đất chết. Nếu một quốc gia đạt được công nghệ tiên tiến phù hợp thì quốc gia này về sau có thể cải tạo vùng đất chết trở về nguyên trạng nhưng sẽ phải tiêu tốn khá nhiều chi phí đáng kể trong quá trình sản xuất công nghiệp. Chỉ khi sở hữu kỳ quan "Gaia Controller" sẽ giúp người chơi loại bỏ tất cả ô nhiễm trong game nhưng phải đợi tới thời kỳ Kim cương mới xây dược. Một số cơ sở công nghiệp của thành phố như nhà máy chế biến và nhà máy lọc dầu sẽ khiến ô nhiễm càng trầm trọng hơn. Mặt khác, một số cơ sở như nhà máy tái chế và lò phản ứng hạt nhân sẽ làm giảm sản lượng ô nhiễm. Ngoài ra, các sự kiện nhất định như phóng tàu vào vũ trụ và sử dụng vũ khí hạt nhân sẽ dẫn tới ô nhiễm một lần mỗi khi chúng xảy ra. Để giảm bớt độ khó kiểu này, người chơi có thể bỏ đi vấn đề ô nhiễm trong tính năng thiết lập vào đầu game.

### Chỉ số hạnh phúc
Trong Call to Power, người chơi phải duy trì cho được mức độ hạnh phúc của nhân dân, vì đây được coi là nhân tố chủ chốt quyết định sự thành bại của cuộc chơi. Nếu một thành phố cách xa thủ đô, dân số đông đúc, ô nhiễm trầm trọng, người dân làm việc quá sức, bị bỏ đói hoặc trả lương thấp, mức độ hạnh phúc sẽ giảm xuống và khi đó khắp nơi dấy lên các cuộc bạo loạn và nổi dậy. Các thành phố còn phải trải qua nỗi bất hạnh trong chiến tranh, đặc biệt là nếu họ bị một đế chế khác chinh phục. Nhiều đơn vị khủng bố có thể làm giảm mức độ hạnh phúc một thành phố của đối phương. Ví dụ, nếu một thành phố bị "lây nhiễm", nó sẽ mất cả dân số và hạnh phúc. Nếu mức độ hạnh phúc xuống dưới 75 thì cả thành phố có nguy cơ chìm trong bạo loạn đẫm máu. Nếu một thành phố đang chịu cảnh bạo động thì sẽ không có bất kỳ hoạt động sản xuất nào diễn ra trong lượt đi. Nếu mức độ hạnh phúc cứ tiếp tục suy giảm thì khả năng người chơi phải đương đầu một cuộc cách mạng khó mà tránh khỏi. Nếu người chơi cứ để tình trạng này mãi thì cư dân thành phố sẽ trở thành "người man rợ", hoặc thay đổi quốc tịch sang nước khác nếu nước đó có Egalitarian Act Wonder (kỳ quan đạo luật quân bình). Ngược lại nếu người chơi để chỉ số hạnh phúc của một thành phố đạt mức rất cao thì nhân dân sẽ tổ chức "lễ ăn mừng". Một số công trình có thể giúp gia tăng chỉ số hạnh phúc (ví dụ như đền chùa, nhà thờ, cấy ghép cơ thể), và các kỳ quan có thể làm tăng hạnh phúc (ví dụ như Immunity Chip, Ramayana).

### Kỳ quan thế giới
Lịch sử văn minh nhân loại đã đánh dấu những bước tiến của con người trên công cuộc khám phá tự nhiên, tích lũy tri thức và sáng tạo các kỳ quan cho nhân loại. Đó có thể là tư tưởng của một vĩ nhân như Khổng Tử, một công trình kiến trúc như Kim tự tháp của người Ai Cập hay người Maya ở châu Mỹ, khám phá khoa học về thiên văn của Galileo, phát minh của nhà bác học Edison, hay mạng thông tin toàn cầu Internet trong thời đại hiện nay. Để xây dựng bất kỳ loại kỳ quan thế giới nào thì nền văn minh đó phải sở hữu công nghệ tương ứng. Thường thì kỳ quan thế giới thuộc loại công trình tiêu tốn rất nhiều thời gian xây dựng hơn so với các công trình thông thường hay các đơn vị quân của thời kỳ đó, nhưng bù lại chúng lại có sức ảnh hưởng lớn hơn, và khi người chơi xây dựng xong sẽ có một đoạn phim cắt cảnh hiển lên. Các kỳ quan thế giới thường có ảnh hưởng lớn đến toàn bộ nền văn minh (với trường hợp ngoại lệ, chẳng hạn như kính viễn vọng của Galileo mà hiệu quả làm tăng gấp đôi sản phảm khoa học trong thành phố mà nó dựng lên), và chỉ do một nền văn minh xây cất. Giống như các bản tiền nhiệm, kỳ quan thế giới cũng có thể trở nên lỗi thời bằng công nghệ tiên tiến; nếu ai đó nghiên cứu "Age of Reason" (thời đại lý trí), thì kỳ quan Stonehenge lúc đó chẳng còn có bất kỳ lợi ích nào nữa. Nói chung, những kỳ quan thế giới trong tương lai đều có ảnh hưởng lớn hơn kỳ quan thế giới của quá khứ. Nếu một thành phố có chứa một kỳ quan thế giới do chiếm được từ người chơi khác, sau đó quyền sở hữu kỳ quan thế giới và lợi ích của nó dĩ nhiên thuộc về nhà chinh phục.

### Điều kiện chiến thắng
Ngoài việc xâm chiếm các nền văn minh khác, Call to Power còn cho phép người chơi có thể đạt được chiến thắng bằng cách phát triển khoa học để trở thành quốc gia đầu tiên có khả năng tạo sự sống ngoài vũ trụ mang tên Alien Life Project (dự án sự sống ngoài hành tinh), chỉ có thể được kích hoạt thông qua kỳ quan "cảm biến lỗ sâu" (wormhole sensor). Sau khi người chơi gửi một loại đơn vị gọi là tàu thăm dò lỗ sâu (wormhole probe) xuyên qua vùng lỗ sâu, nếu muốn giành chiến thắng thì bắt buộc phải xây dựng một phòng thí nghiệm sự sống ngoài hành tinh và một loạt các nâng cấp kèm theo. Người chơi cũng có thể giành chiến thắng theo kiểu khác bằng cách cải đạo tất cả các thành phố của đối phương trên bản đồ. Tùy chọn cuối cùng là sở hữu số điểm cao nhất vào năm 3000.

## Đón nhận
Một đánh giá do Niko Nirvi đưa ra trong số ra tháng 5 năm 1999 của Pelit đã chấm cho Call to Power số điểm 85%, mô tả nó như là một biến thể thành công nhưng quá lâm sàng của Civilization II với một số tính năng mới thêm vào. Anh đã thất vọng bởi giao diện và còn bởi sự né tránh quá dễ thấy từ vốn quý của dòng game kỳ cựu: Civilization có sự phát minh ra bánh xe, thì trong Call to Power được thay thế bằng phát minh bàn đạp ở yên ngựa. Anh còn ấn tượng trước một số các phát minh trong game, đặc biệt là tuyến đường thương mại, chiến đấu theo cụm, các đơn vị đến từ những thời kỳ tương lai và các đơn vị đặc biệt từ gián điệp cho đến giáo sĩ giảng đạo trên tivi (televangelist) có thể dùng mà không cần phải đưa ra lời tuyên chiến chính thức. Điều phàn nàn lớn nhất của anh ở chỗ thiếu vắng sự chìm đắm thiết yếu và một hệ thống ngoại không gây được ấn tượng nào cả. Nirvi đã tận hưởng những ấn tượng về tính cách nhân vật khác nhau trong trò Sid Meier's Alpha Centauri, và lưu ý rằng trong Call to Power chẳng có chút khác biệt nào cả cho dù phải đối mặt với Tây Ban Nha hoặc Orange Player. Nirvi đã tóm tắt bằng văn bản rằng Call to Power sẽ cho phép la cà cùng một quán bar giống như Civs và Alpha Centauri, nhưng sẽ phải mua lấy thức uống. Trò chơi này được GameSpot chấm cho số điểm công bằng là 6.7 trong khi IGN chỉ cho 4.8 điểm.